# Лохув
Лохув (пол. Łochów)  —  город  в Польше, входит в Мазовецкое воеводство,  Венгрувский повят.  Имеет статус городско-сельской гмины. Занимает площадь 13,35 км². Население — 6793 человека (на 2016 год).